# Microdiscula phragmitis
Microdiscula phragmitis är en svampart som först beskrevs av Westend., och fick sitt nu gällande namn av Franz von Höhnel 1920. Microdiscula phragmitis ingår i släktet Microdiscula, divisionen sporsäcksvampar och riket svampar.   Inga underarter finns listade i Catalogue of Life.